# Viktor Burayev
Viktor Burayev (Rusia, 23 de agosto de 1982) es un atleta ruso, especialista en la prueba de 20 km marcha, en la que ha logrado ser medallista de bronce mundial en 2001.

## Carrera deportiva
En el Mundial de Edmonton 2001 ganó la medalla de bronce en los 20 km marcha, con un tiempo de 1:20:36 segundos, quedando tras sus compatriotas los también rusos Roman Rasskazov y Ilya Markov.